# Tomáš Chalupa
Tomáš Chalupa, né le 3 juillet 1974 à Prague, est un homme politique tchèque, membre du Parti démocratique civique (ODS).

## Biographie

### Formation et carrière
Il a étudié l'histoire, les sciences politiques, la communication et le droit à l'université Charles de Prague tout au long des années 1990. Un temps journaliste, il a été porte-parole du secrétariat général du gouvernement entre 1997 et 1998.

### Engagement politique
Membre de l'ODS depuis 1992, il a travaillé au sein du service de presse en 1998, année de son élection comme adjoint au maire du sixième arrondissement de Prague. À la suite des élections locales de 2002, il devient maire de l'arrondissement. Entré au conseil municipal de la ville en 2006, il est élu à la Chambre des députés quatre ans plus tard, puis réélu maire du sixième arrondissement.
Le 17 janvier 2011, il est nommé ministre de l'Environnement dans le gouvernement de Petr Nečas. Le 10 juillet 2013, l'indépendant Tomáš Podivínský le remplace.